# Encentrum rapax
Encentrum rapax är en hjuldjursart som beskrevs av Donner 1943. Encentrum rapax ingår i släktet Encentrum och familjen Dicranophoridae. Inga underarter finns listade i Catalogue of Life.